# Spitalkirche (Mödling)

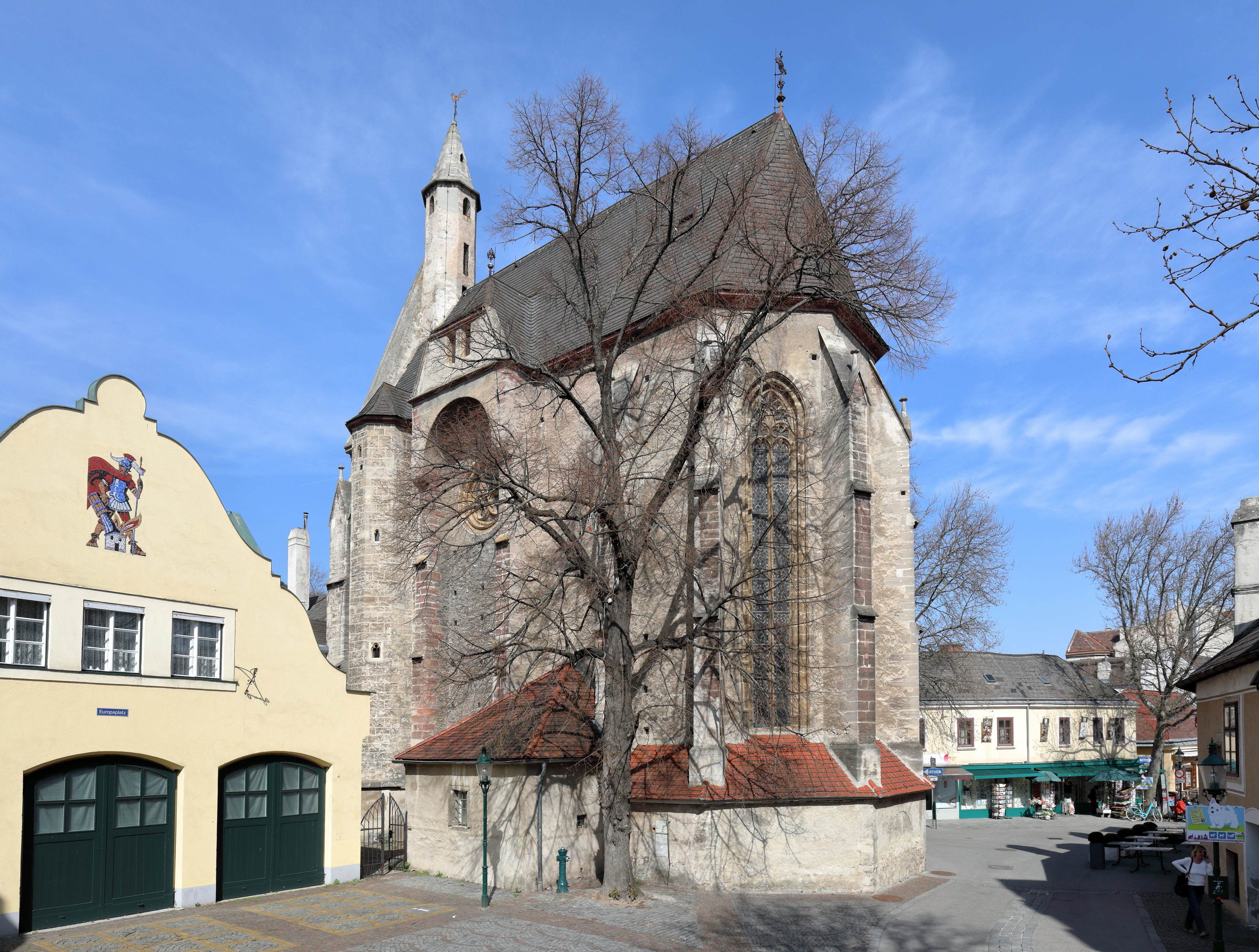
Spitalkirche in Mödling

Die Spitalkirche hl. Ägidius ist eine spätgotische römisch-katholische Saalkirche in Mödling und wurde von 1443 bis 1453 erbaut. Der Name kommt daher, dass sich im westlich anschließenden Gebäude ein Spital befand. Unter der Bezeichnung Spital im früheren Sinn ist ein Armen- und Altenheim zu verstehen.
Mödling hatte somit drei Kirchen: die Spitalkirche, die Martinskirche, sie stand an der Stelle der heutigen Waisenhauskirche, und die gotische Vorgängerkirche der Othmarkirche. Nur ein Jahr nach Fertigstellung der Spitalkirche wurde der Bau der heutigen Othmarkirche begonnen. Mödling war offenbar damals ein sehr wohlhabender Markt.
Ursprünglich war die Spitalkirche der heiligen Katharina geweiht. Heute ist ihr Patron der heilige Ägidius. Er wurde um 640 in Athen geboren, starb um 720 und gilt als einer der Vierzehn Nothelfer. Sein Gedenktag ist der 1. September.
Der Dachstuhl der Spitalkirche stammt aus dem Jahr 1685. Von 1879 bis 1882 erfolgte eine umfangreiche Regotisierung der Kirche. Die Fenster-Rosette zeigt ein Bild des damaligen Mödlinger Bürgermeisters Josef Schöffel. Der Barockaltar wurde 1882 durch einen neugotischen Schnitzaltar aus dem Grödner Tal ersetzt. Der Altar zeigt in der Mitte Maria als Königin. Zu ihrer Rechten steht der heilige Martin, der seinen Mantel teilt, zu ihrer Linken der heilige Ägidius mit der Hirschkuh, die ihn der Legende nach genährt hat. Links und rechts befinden sich Engel mit Spruchbändern: Gloria in excelsis Deo - et in terra pax hominibus. Über allen steht Christus der Weltherrscher.
Das Gewölbe wurde von den Brüdern Franz und Karl Jobst ausgemalt. Die Alten und Kranken sollten Trost in ihren Beschwerden finden, wenn sie die Leidenswerkzeuge Jesu sahen. Denn die Botschaft der Apostel und Evangelisten bezeugt, dass der, den die Jungfrau Maria geboren hat, das Lamm ist, das alle Schuld der Welt hinwegnimmt. Im Pelikan, der sein Herz zerreißt, um seine Jungen zu füttern, konnten sie ein Symbol Jesu sehen, der sich hingibt für das Leben der Welt.
In den seitlichen Gewölben sind die zwölf Apostel dargestellt, beschriftet mit Namen. In der Mitte die vier Evangelisten, ebenfalls beschriftet, mit ihren Symbolen Mensch (Matthäus), Löwe (Markus), Stier (Lukas) und Adler (Johannes). Rechts Maria als Himmelskönigin mit Kind: salve regina. Links Jesus mit einem Lamm: ecce agnus dei. Das Bild der Dreifaltigkeit über dem Altar schließt die Deckenfresken ab.
In der Spitalkirche befinden sich zwei Epitaphe aus der Zeit um 1600. Die eine Tafel erinnert an den 1583 verstorbenen Ratsherrn Franz Gueth, einen angesehenen Mödlinger Bürger. 1578 wurde er zum Marktrichter gewählt. Die zweite Gedenktafel erinnert an den nach 1600 verstorbenen Wagner Andre Reisner und dessen Familie. Es sind dies zwei der wenigen Zeugnisse aus der Zeit, als die Einwohner Mödlings bis auf wenige Ausnahmen protestantisch waren.
An der südlichen Außenwand befindet sich der Grabstein von Pfarrer Stephan Vinndorfer, gestorben um 1500. Weit über die Grenzen Mödlings hinaus bekannt ist der Teufelskopf, der immer wieder von Touristen gesucht und bestaunt wird. Er befindet sich außen an der Südseite, unterhalb der Dachkante.
In der Kirche befindet sich die älteste Glocke der Stadt Mödling. Die 30 Kilogramm schwere Glocke stammt aus dem Jahr 1683, dem Jahr der Türkenbelagerung, und wurde von Joachim Gross, der eine Gießerei in Mödling und auch eine Werkstatt in Wien besaß, gegossen. Die Wand der Glocke mit einem Durchmesser von etwa 40 cm zeigt die heilige Maria mit dem Jesuskind.